# نذير (عبرية)
النذير (باللغة العبرية: נזיר وتنطق بالعبرية نَذير وتعني حرفياً: المُكرَّس أو المُخصَّص) كلمة النذير في اللغة العبرية مأخوذة عن الفعل العبري «نذر» أي «تكرَّس» أو «تخصَّص» وبحسب العهد القديم والكتاب المقدس العبري

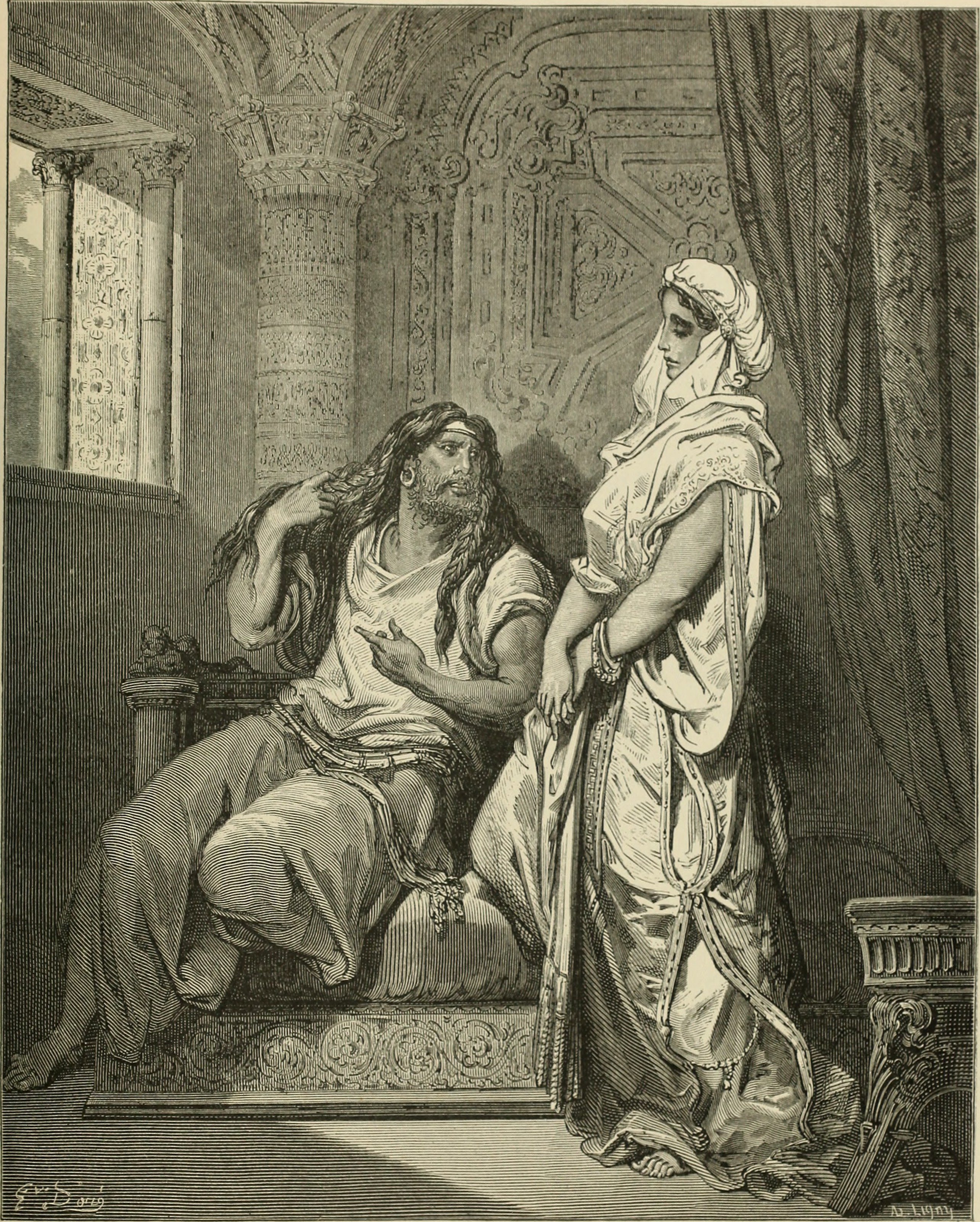
تكريس شمشون، أحد قضاة بني إسرائيل، كنزير للرب. الصورة: بانوراما الكتاب المقدس، أو الكتاب المقدس في الصورة والقصة (1891)

أن النذير هو المُكرًّس لـيهوه أو المُخصًّص ليهوه أي خادم الله فيمكن تعريف النذير في اللغة العربية علي أنه الشخص الذي يُكرَّسُ نفسه طوعاً منه لخدمة مبدأ أو شخص أو الإله.

## صفات النذير والتزاماته
بحسب ما ورد في سفر العدد الإصحاح السادس كان يجب علي النذير فعل التالي
- أن يصبح خادم للرب طوال فترة نذره ويقدم حياته بكل طاقاتها لخدمة الله والعبادة له
- عدم شرب الخمر أو أي شيء يُسكر أو يمتنع عن أي شيء له علاقة بالخمر ويبتعد عن كل مفاتن الدنيا
- التخلي عن المجد الزمني
- عدم حلاقته لشعر رأسه ففي ترك الشعر تنازل عن كرامته الزمنيّة وعدم انشغال بالجسديات، معطيًا الفرصة لنفسه أن ينشغل بالسماويات وأمجادها.
- عدم الانشغال بعلاقات جسديّة دمويّة أو كما يعرف بالتندس الطقسي أي لا يلمس ميتاً أو قبراً لو حتّى كان ذلك المتوفي قريبه أو من أفراد أسرته

## النذير في العهد القديم
في العهد القديم شخصيات عرفت كنذير للرب وهي صموئيل النبي حيث نذرته للرب أمه حنة كخادم للرب طوال أيام حياته وذلك كما ذُكر في الإصحاح الأول من سفر صموئيل الأول. والثاني هو شمشون الجبار حيث بشر الملاك منوح والده بأنه سيصبح نذيراً للرب فأُعطي قوة هائلة من الله وكان سر قوته هو شعره كما ذُكر في الاصحاحات من 13 إلي 16 في سفر القضاة.

## النذير في العهد الجديد
في العهد الجديد ذُكِّرَت شخصيات مثل يوحنا المعمدان الذي بشر الملاك جبرائيل والده زكريا الكاهن وقال له بأنه سيصبح نذيراً للرب كما ورد في الإصحاح الأول من انجيل لوقا البشير.